# SLAP-Läsion
Bei einer SLAP-Läsion (SLAP ist die Abkürzung für superiores Labrum von anterior nach posterior) handelt es sich um eine Verletzung (Läsion) des oberen (superioren) Labrum-Bizepsanker-Komplexes, also der Knorpellippe (Labrum) am oberen Rand der Schulterblattgelenkpfanne (Cavitas glenoidalis, auch kurz Glenoid), wo die lange Bizepssehne entspringt.
Es werden folgende vier Typen unterschieden:
- Typ I:   Degeneration des oberen Labrums und des Bizepsankers (Bizepssehnenansatzes) ohne Ablösung, aber mit Auffaserung;
- Typ II:  Abriss des Labrum-Bizepsanker-Komplexes vom oberen Glenoid nach oben (kranial);
- Typ III: Korbhenkelförmige Ablösung des oberen Labrums bei intaktem Bizepsanker;
- Typ IV:  Längsaufspaltung der langen Bizepssehne mit Verschiebung eines Labrum-Bizepsanteils nach unten (kaudal) in den Gelenkspalt.

Daneben gibt es jedoch auch noch andere Klassifikationen mit Unterteilungen in weitere Subtypen oder Kombinationsverletzungen.

## Begleitpathologien
SLAP-Läsionen treten häufig in Kombination mit anderen Verletzungen auf: in 40 % der betrachteten Fälle mit teilweisen oder sogar vollständigen Läsionen der Rotatorenmanschette, in 22 % mit Bankart-Läsionen und in 10 % mit einer glenohumeralen Chondromalazie. Außerdem wurden SLAP-Läsionen zusammen mit Abrissverletzungen oder Verrenkungen der langen Bizepssehne festgestellt.
Es besteht ein signifikanter Zusammenhang zwischen SLAP-Läsionen vom Typ I und teilweisen Läsionen der Supraspinatussehne. Typ II kommt gehäuft bei unter 40-Jährigen mit einer Bankart-Läsion und bei über 40-Jährigen mit einem Riss der Supraspinatussehne oder mit Schultergelenksverschleiß vor. SLAP-Läsionen vom Typ III und IV finden sich bei Patienten mit Bankart-Läsion bzw. schwerer beruflicher Belastung.

## Ursachen
Durch einen plötzlichen und unerwarteten Zug oder Druck auf die bereits vorgespannte Bizepssehne kann eine SLAP-Läsion hervorgerufen werden. Beispielsweise beim Anheben schwerer Gegenstände, bei starkem Wind beim Windsurfen oder bei einem Sturz auf den leicht abgespreizten, gebeugten Arm bei gestrecktem Ellenbogen.
Eine weitere Ursache der SLAP-Läsion kann eine mikrotraumatisch (durch geringfügige, unmerkliche Verwundungen) ausgelöste Verletzung sein, die insbesondere Werfer betrifft, bzw. Sportarten mit ähnlichen Bewegungen (Speerwurf, Tennis). Beim Wurfakt treten deutliche Zug- und Torsionskräfte am Bizepssehnenansatz auf, die zur Ablösung des oberen Labrum-Bizepsanker-Komplexes führen können.

## Diagnose und Therapie
Die äußerst schmerzhafte Verletzung ist schwer zu diagnostizieren. Sonographie (Echografie), Röntgen und CT (Computertomographie) können die Läsion nicht darstellen, auch eine Darstellung mit MRT (Magnetresonanztomographie/Kernspintomographie) ist schwierig. Bessere Ergebnisse bringt eine MRT-Untersuchung nach Kontrastmitteleinspritzung in das betroffene Gelenk (Arthro-MRT). Die Injektionsnadel wird hierbei vor dem MR-Scan im CT oder unter Röntgendurchleuchtung eingeführt. Deren korrekte Position kann mit jodhaltigem Kontrastmittel kontrolliert werden. Als MRT-Kontrastmittel im Schultergelenk dient dann Gadolinium oder eine Kochsalzlösung. Nach Injektion wird die Nadel entfernt und die eigentliche Untersuchung im MRT durchgeführt. Da das Kontrastmittel, in der Regel 8–15 ml, schnell aus dem Gelenk ins umliegende Gewebe strömt, gibt es ein begrenztes Zeitfenster von etwa 30 Minuten. Die Untersuchung wird von radiologischen Abteilungen und Praxen durchgeführt. Zusätzlich erschwert wird die Diagnose einer SLAP-Läsion durch die Tatsache, dass das Labrum anatomische Varianten aufweist, die als eine SLAP-Läsion fehlgedeutet werden können, jedoch normal sind und keiner Behandlung bedürfen. Daher kann letzte diagnostische Sicherheit oft nur durch eine Arthroskopie gewonnen werden.
Nur beim Typ I wird eine konservative Therapie empfohlen. Die anderen Typen sollten, insbesondere bei einer Instabilität des Schultergelenks, operativ versorgt werden: Die abgerissene Gelenklippe wird in der Regel minimalinvasiv arthroskopisch mit kleinen Knochenankern – bewährt haben sich Anker aus resorbierbaren Materialien – an seiner normalen anatomischen Stelle an der Gelenkpfanne befestigt und kann so wieder einwachsen. In manchen Fällen ist jedoch eine offene Operation von Vorteil.